# Silnice I/16
Silnice I/16 je silnice v Česku spojující Řevničov nedaleko Rakovníka ve Středočeském kraji s hraničním přechodem Královec/Lubawka na česko-polské hranici nedaleko Trutnova. Silnice vede přes Mělník, Mladou Boleslav, Jičín a Trutnov. Celková délka silnice je 190,703 km.
Podle silniční mapy z roku 1934 byla silnice I/16 označena původně číslem 13 (do roku 1934) a od přečíslování v roce 1937 pak číslem 29. Číslo 16 obdržela po novém poválečném přečíslování po roce 1946. Podobně jako karlovarská silnice, byla i tato budována na konci 18. století jako formanská cesta z polské Vratislavi přes Königshan (Královec) do Mladé Boleslavi. Úsek kopírující Labe od Boleslavi do Mělníka a dále do západního cípu Středočeského kraje byl vybudován po druhé světové válce. Úsek z Řevničova do Slaného navazoval na původní karlovarskou silnici spojující Prahu a Cheb se Schweinfurtem a byl zbudován nejprve jako zpevněná cesta v letech 1792–1811.
Silnice I/16 je důležitou spojnici mezi dálnicemi D6, D7, D8, D10 a D35. Právě charakter silnice I/16 jako spojnice mezinárodních tahů znamená její vedení přes celou řadu měst a obcí. Profesionálními řidiči je tato silnice často popisována jako zdlouhavá a časově velmi náročná.
Podle silniční mapy celoevropského bezpečnostního programu EuroRAP se na silnici I/16 vyskytují tři z hlediska nehodovosti velmi rizikové úseky. Například úsek na Trutnovsku si vyžádal již 26 mrtvých, podobně jako na Slánsku ve Středočeském kraji. U Sobotky dne 30. července 1946 mimo jiné smrtelně havaroval tehdejší ministr techniky Alois Vošahlík. První z nebezpečných úseků se nachází ve směru z Trutnova na Robousy, druhý je mezi Mladou Boleslaví a Mělníkem a obecně nejhorší pak mezi obcemi Slaný a Řevničov. Mezi rizikové faktory patří především nepřehledné horizonty, velké množství nehod se však stalo na úsecích zcela rovných a přehledných.

## Vedení silnice
- Řevničov (D6, II/606)   0 km
- Mšec (II/237)  7 km
- Slaný-západ (I/7)  (plánovaná ) 19 km
- Slaný-sever (II/118)  23 km
- Velvary (II/240)  33 km
- Nová Ves (II/608, D8)   41 km
- Hořín (II/246)  53 km
- Mělník (I/9, dále v délce asi 3 km souběžně vedena se silnicí I/9; II/273)    54 km
- Byšice (II/244)  63 km
- Mělnické Vtelno (II/274)  71 km
- Bezno (II/272)  80 km
- Písková Lhota (II/610)  87 km
- Bezděčín (I/38, nájezd na dálnici D10 - EXIT 39 Bezděčín, dále v délce asi 4 km souběžně vedena s dálnicí D10 a silnicí I/38)    88 km
- Mladá Boleslav (odbočení z dálnice D10 - EXIT 44 Mladá Boleslav)   89 km
- Židněves (II/280)  93 km
- Přepeře (II/268, II/279)   103 km
- Sobotka (II/281)  107 km
- Jičín (I/35 - vedená v délce asi 9 km souběžně, I/32, II/286)  119 km  122 km  125 km
- Úlibice (I/35)  128 km
- Nová Paka (II/284)  138 km
- Horka u Staré Paky (II/293)  144 km
- (II/325)  158 km
- Trutnov (I/14, I/37)   172 km
- Královec (II/300)  189 km
- Polsko   191 km

## Modernizace silnice
| Číslo       | Název                        | Délka  | Kategorie      | Zahájení výstavby | Uvedení do provozu | Křižovatky             |
| ----------- | ---------------------------- | ------ | -------------- | ----------------- | ------------------ | ---------------------- |
| S12 součást | D6 - Řevničov (přeložka)     | 1,5 km |                | 12/2017           | 12/2019            | Řevničov               |
| S54A        | Slaný – Velvary, I. etapa    | 6,5 km | 9,5/80         | 12/2017           | 12/2019            | Slaný-sever            |
| S54B        | Slaný – Velvary, II. etapa   | 6,4 km | 9,5/80         | 12/2017           | 09/2020            | Velvary                |
| S53         | Mělník, obchvat, 1. stavba   | 0,8 km | 8,5/50         | 12/2014           | 09/2016            |                        |
| S62         | Mělník, obchvat, 3. stavba   | 2,5 km | 9/50 16,5/70   | bude oznámeno     | bude oznámeno      |                        |
| S60         | Mělník, obchvat, 2. stavba   | 1,0 km | 8,5/50         | 09/2021           | 09/2022            |                        |
| S86         | Vavřineč, obchvat            | 3,1 km | 9,5/90         | plánováno 2028    | plánováno 2030     |                        |
| S87         | Byšice, obchvat              | 4,2 km | 9,5/90         | plánováno 2029    | plánováno 2031     | Liblice                |
| S88         | Mělnické Vtelno, obchvat     | 4,6 km | 9,5/90         | plánováno 2029    | plánováno 2031     |                        |
| S85         | Bezno, obchvat               | 2,2 km | 9,5/90         | plánováno 2028    | plánováno 2030     |                        |
| S81         | Jizerní Vtelno, přeložka     | 1,3 km | 9,5/80         | 05/2025           | plánováno 2027     |                        |
| S72         | Mladá Boleslav - Martinovice | 8,2 km | 13,5/90        | plánováno 2025    | plánováno 2027     | Židněves Martinovice   |
| H73         | Jičín, zkapacitnění obchvatu | 4,0 km | 21,5/110       | plánováno 2030    | plánováno 2032     | Robousy Popovice Jičín |
| H51         | Nová Paka, obchvat           | 8,5 km | 11,5/70        | 09/2022           | 08/2025            |                        |
| L77         | Horka u Staré Paky, obchvat  | 8,0 km | 11,5/70 9,5/70 | plánováno 2030    | plánováno 2032     | Horka                  |

## Fotogalerie

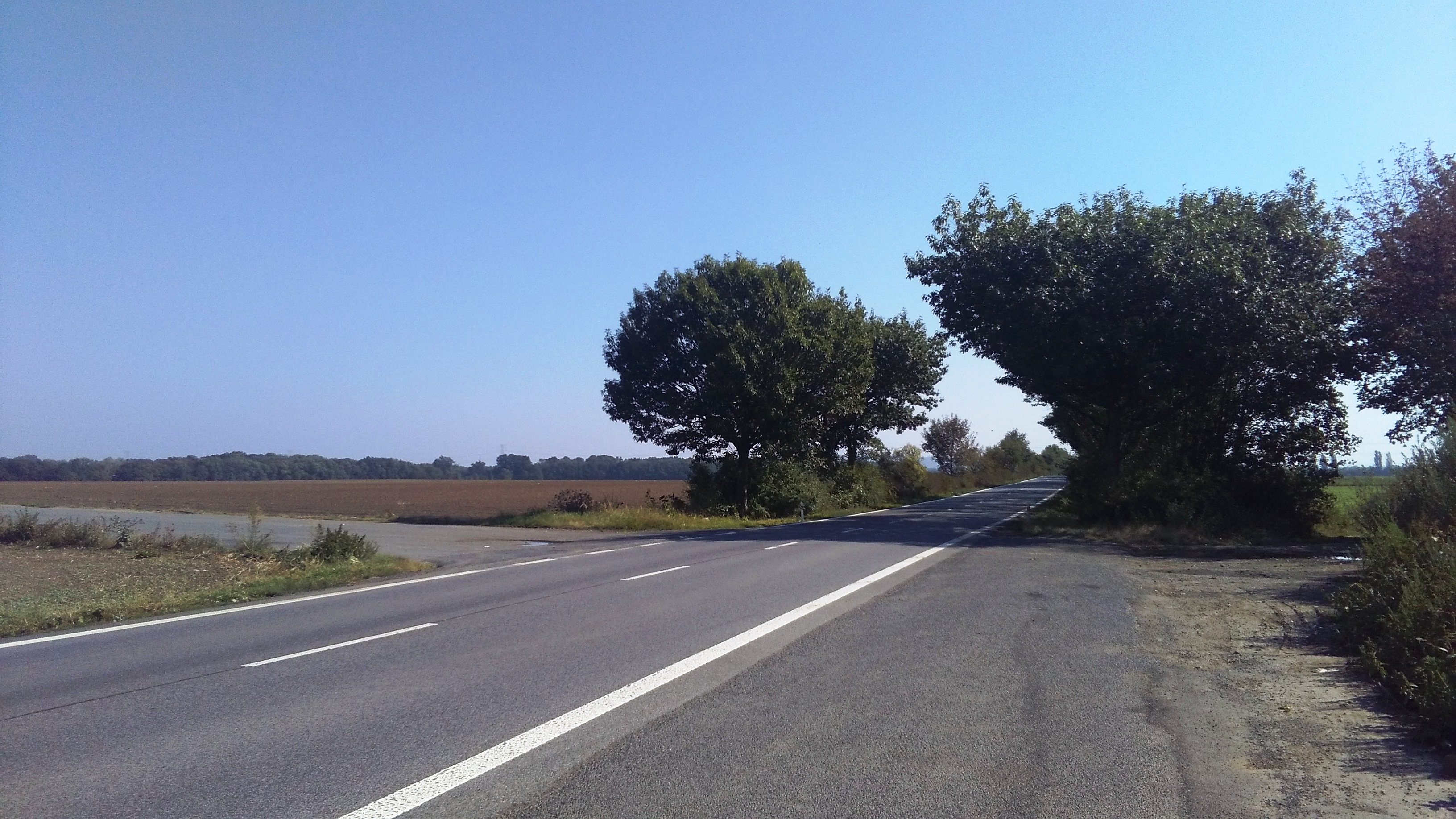
Silnice I/16 mezi Krnskem a Beznem ve Středočeském kraji
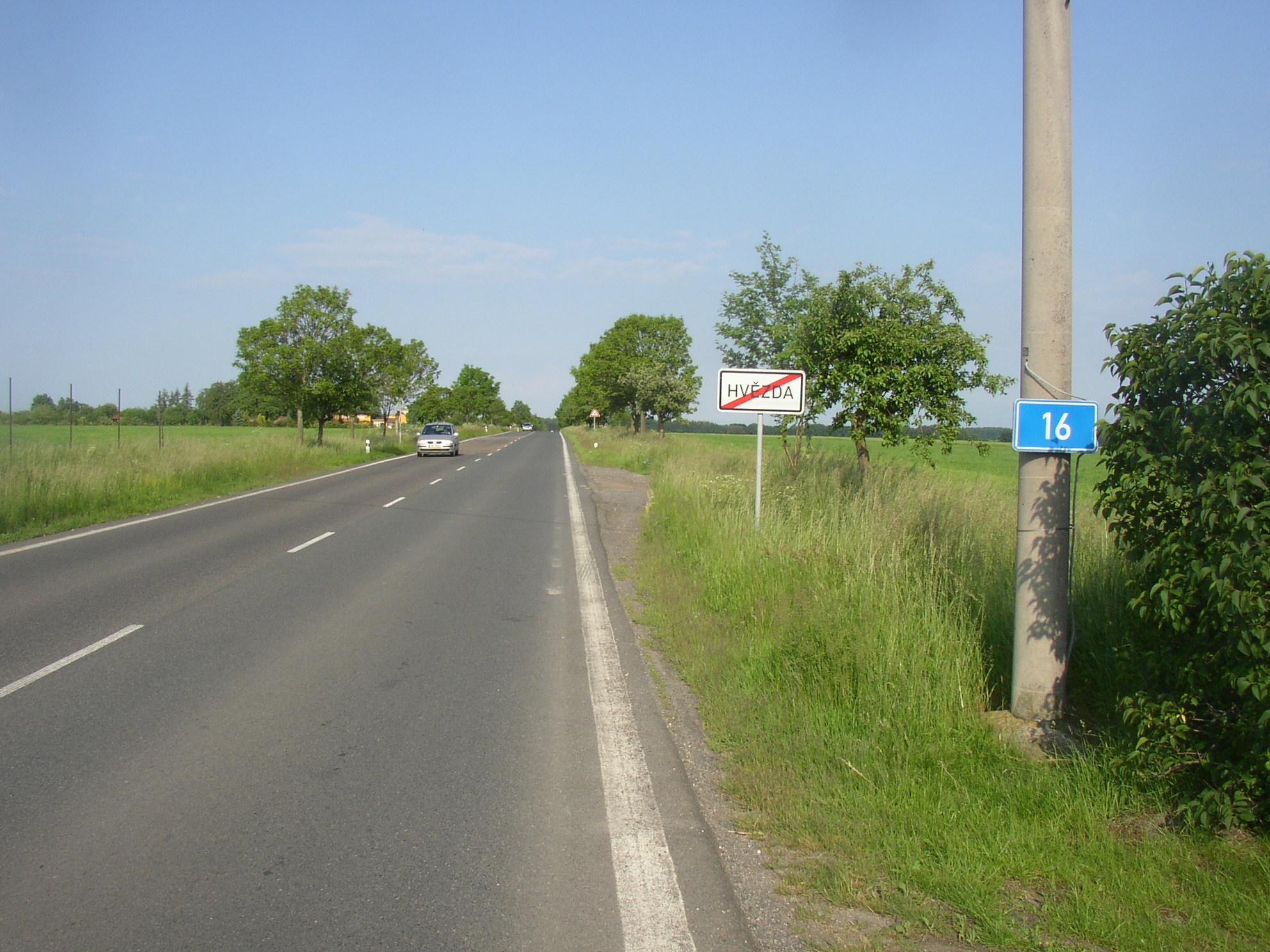
Silnice I/16 u Hvězdy mezi Slaným a Řevničovem
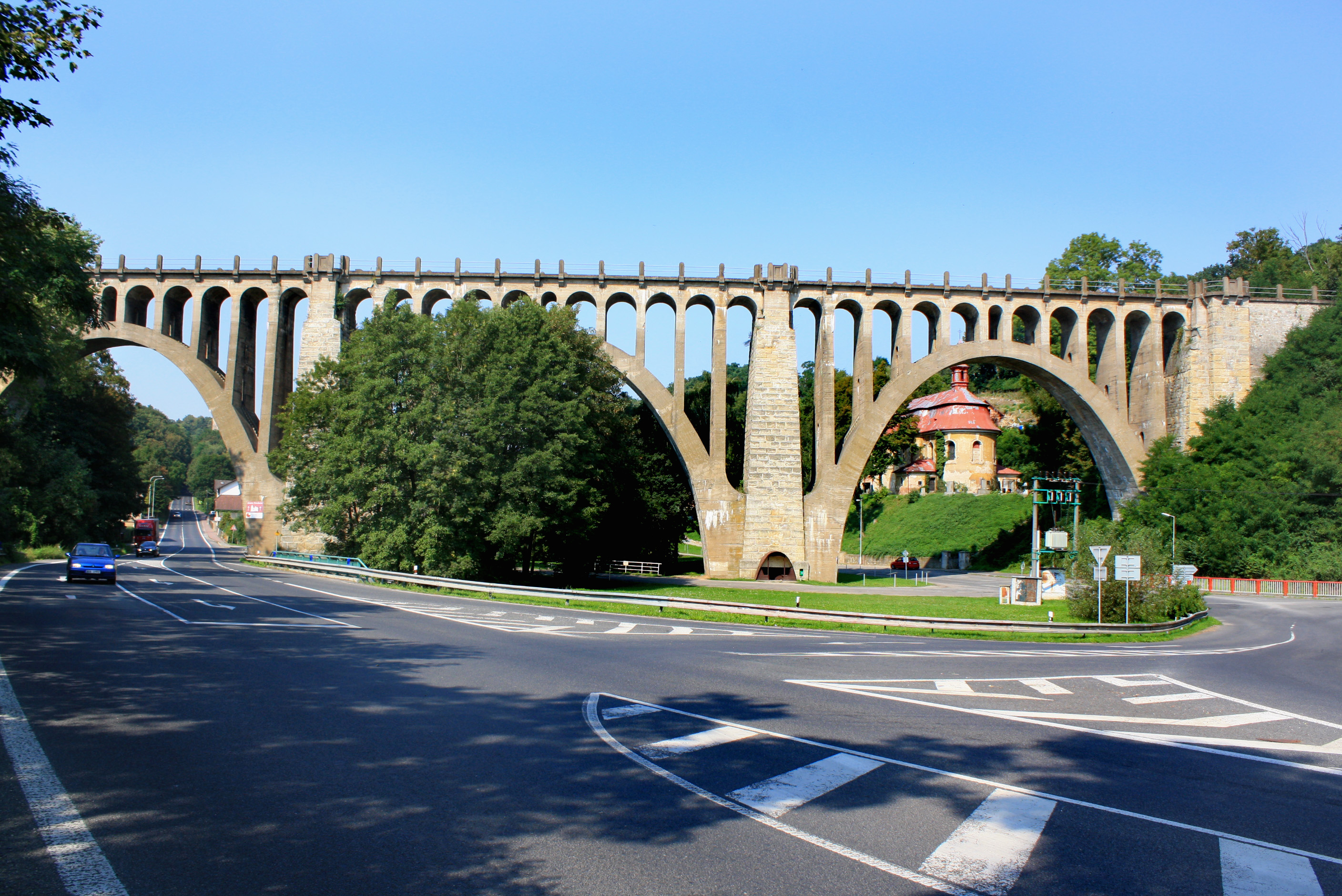
Pod Stránovským viaduktem v Krnsku
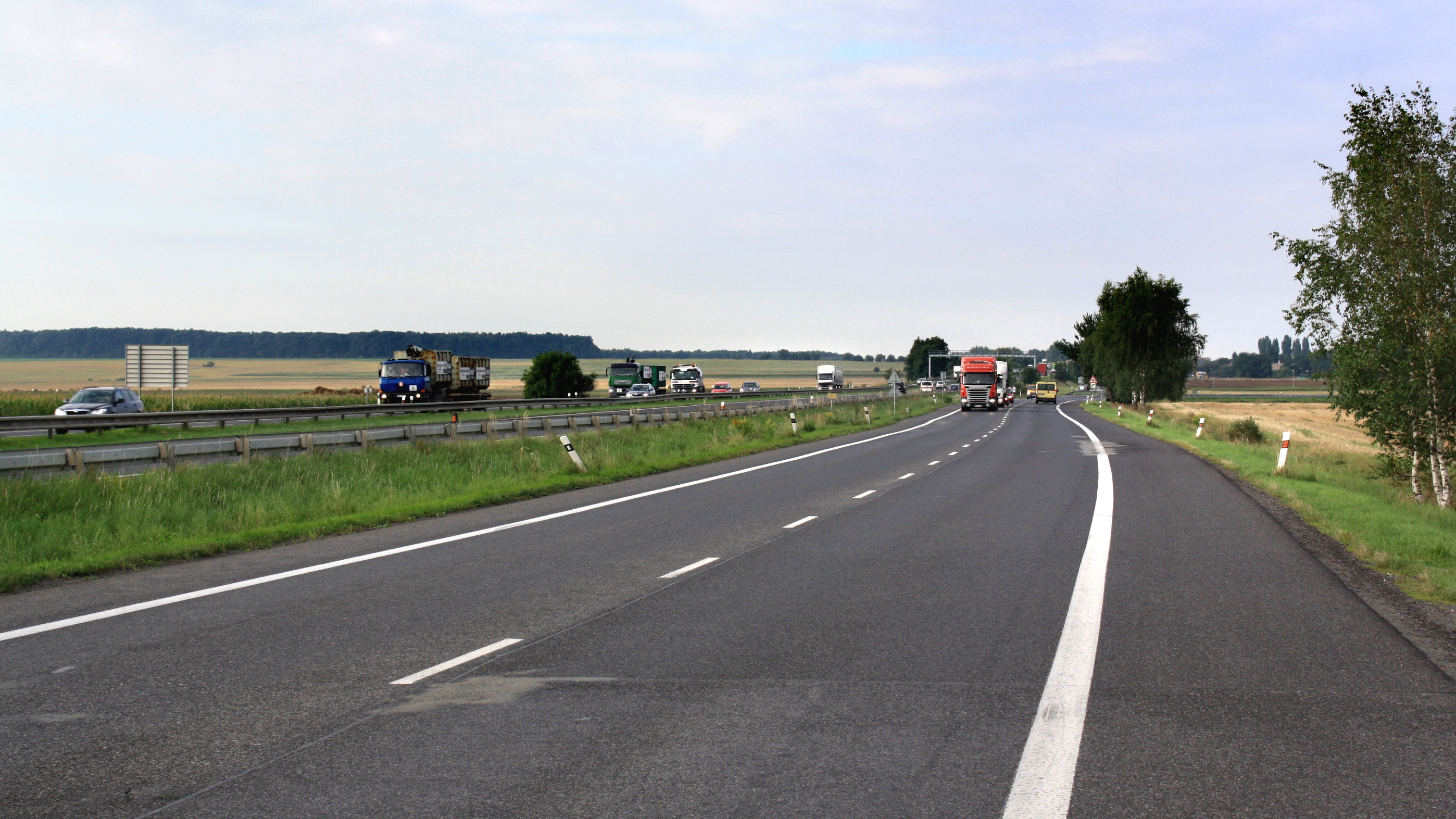
Souběžné vedení s dálnicí D10 u Mladé Boleslavi
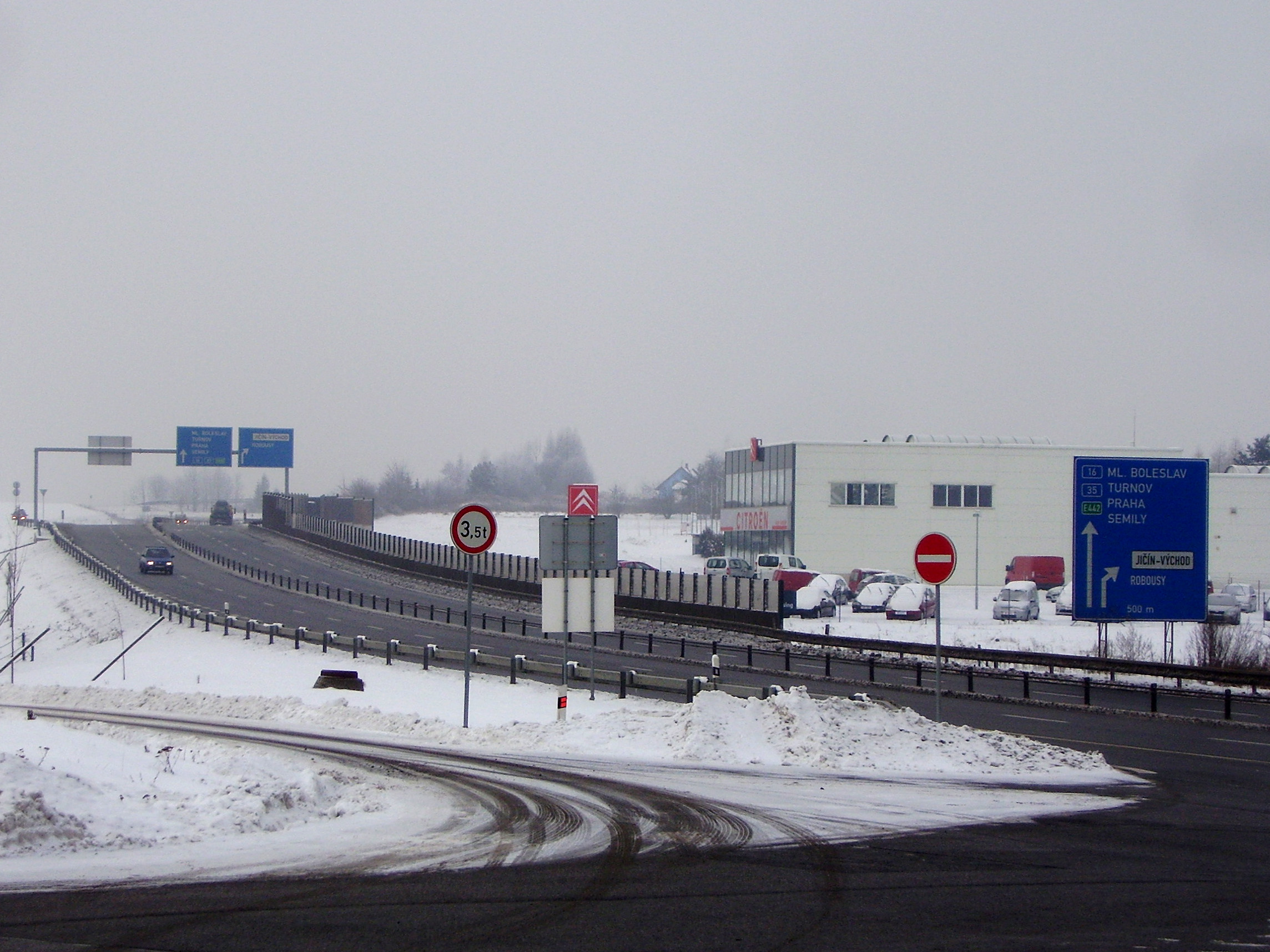
Silnice I/16 procházející Robousy nedaleko Jičína
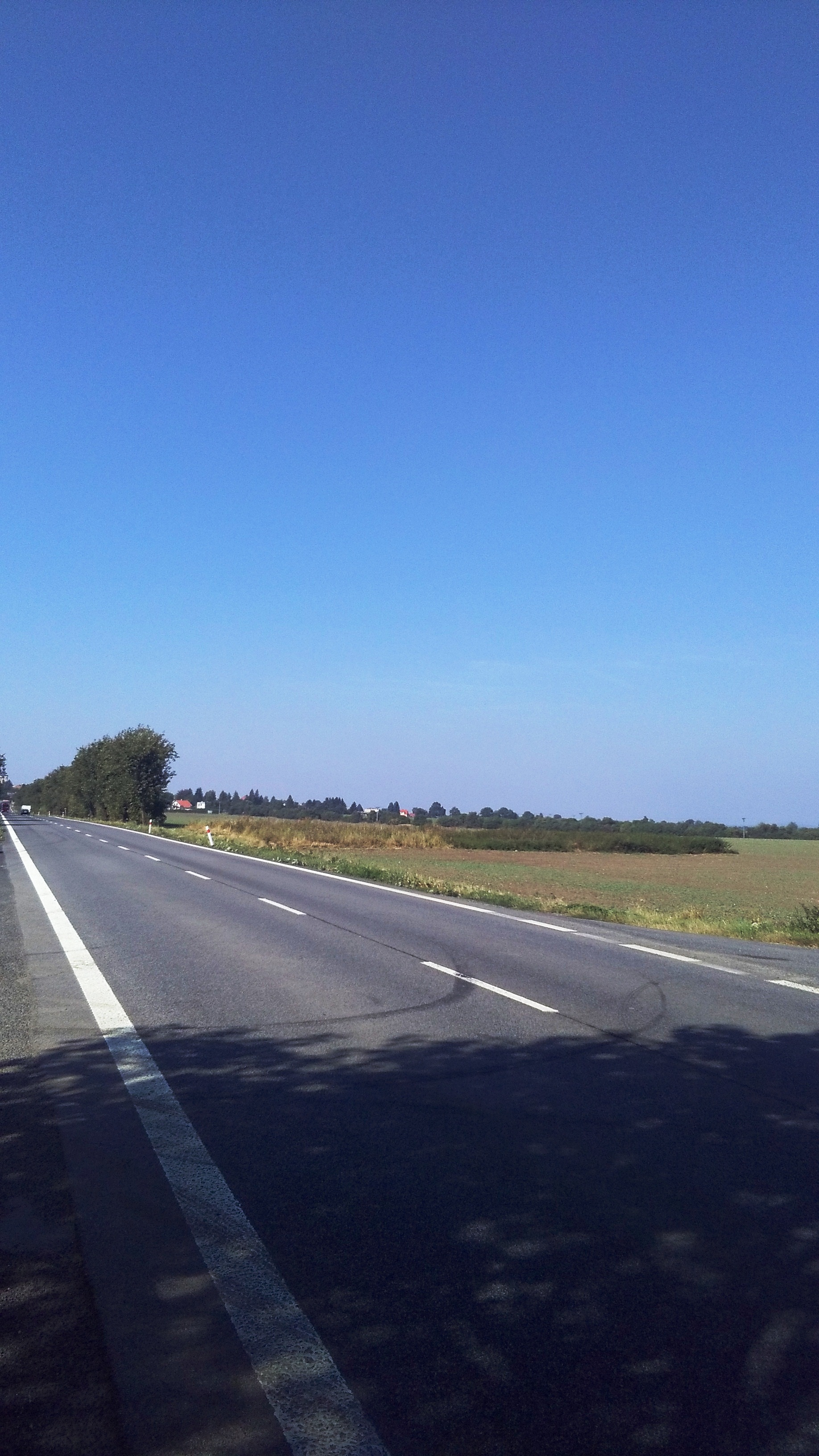
Silnice I/16 mezi Krnskem a Beznem ve Středočeském kraji, směr Mělník
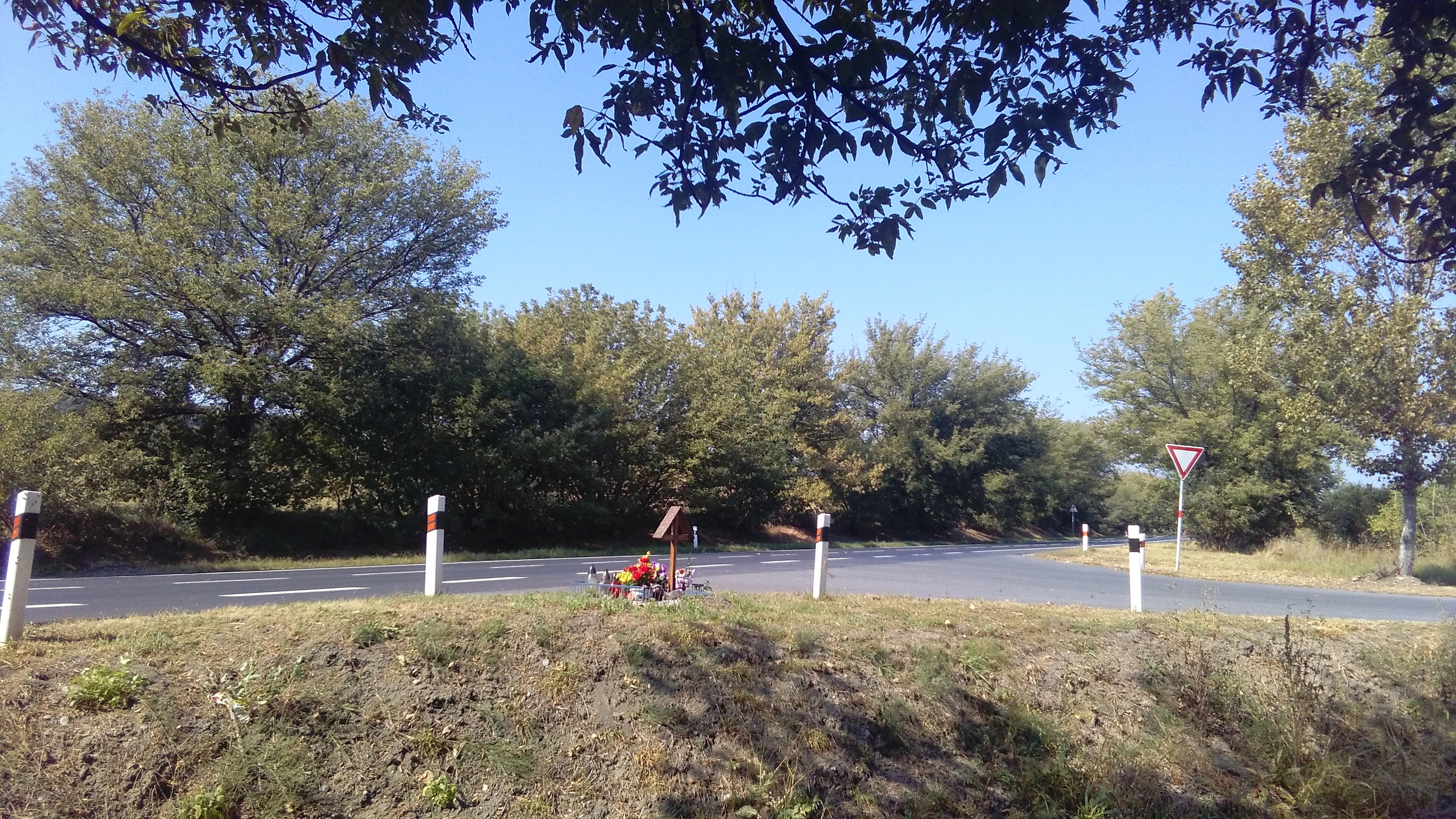
Křížení u Mělníka - pomník
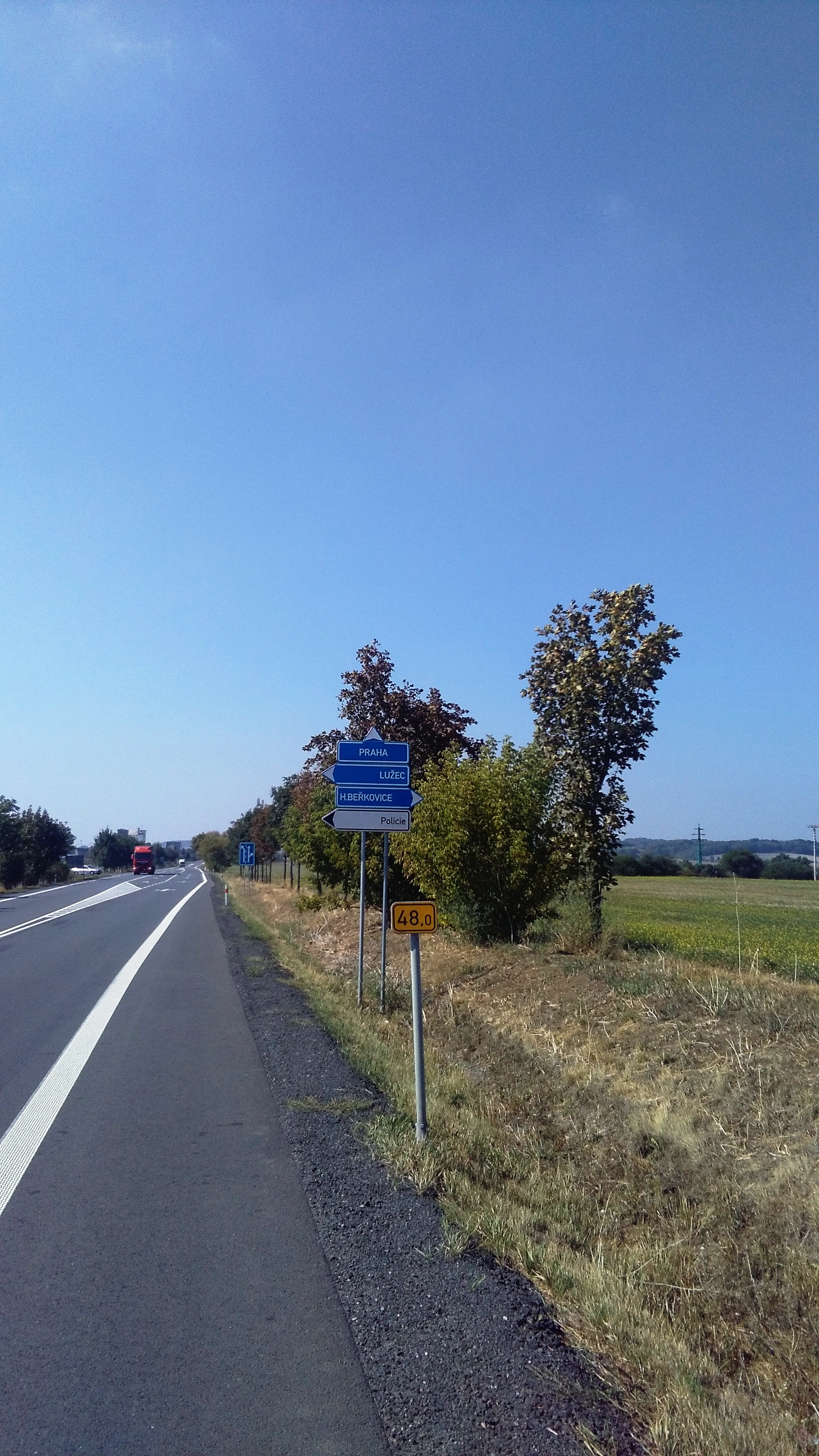
Kilometrovník a ukazatele u Mělníka - Středočeský kraj, 48 kilometrů od Řevničova
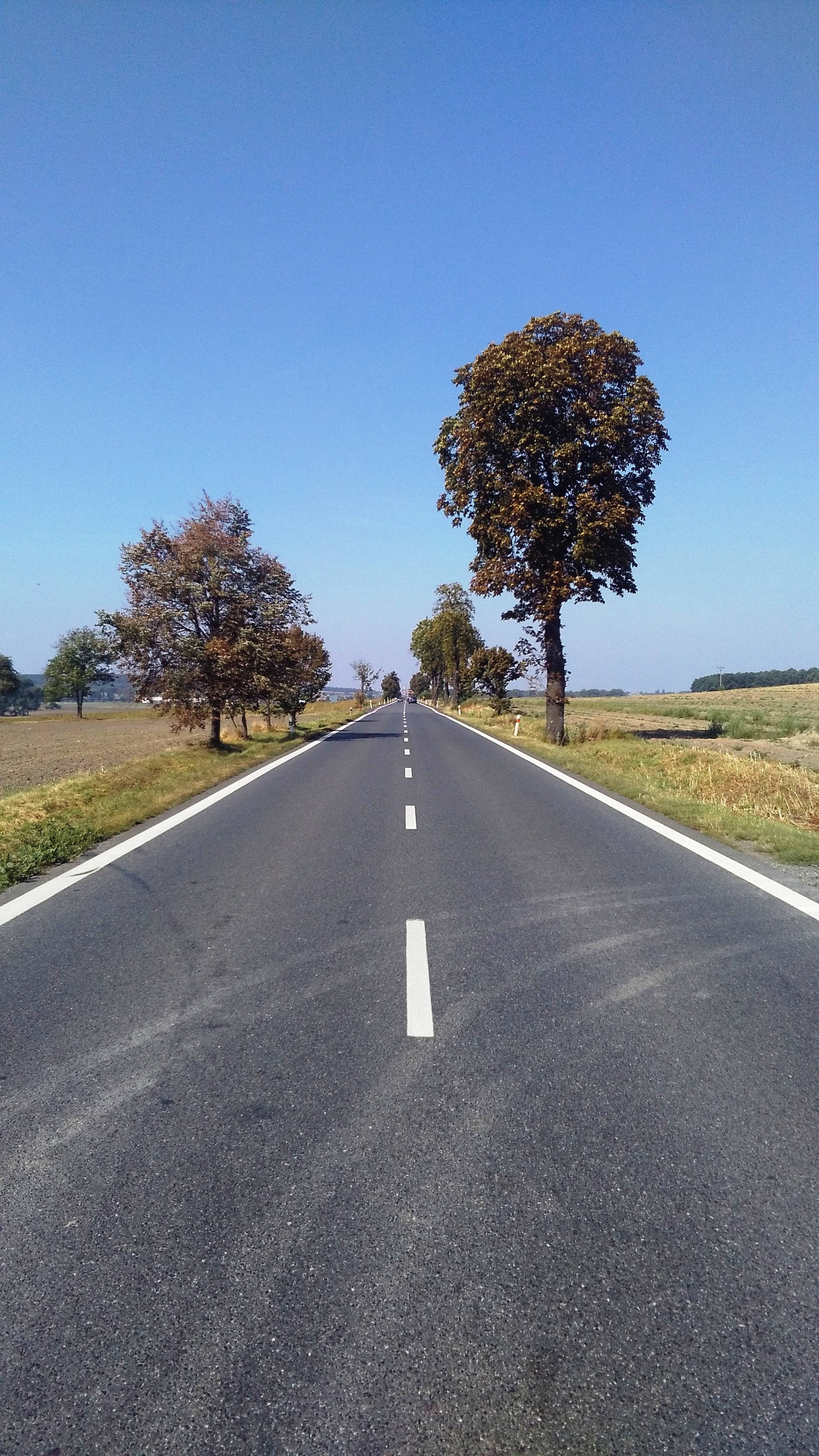
Silnice I/16 směr Mělník, Středočeský kraj